# Porto Santo (Madeira)
Porto Santo là một huyện thuộc Vùng tự trị Madeira, Bồ Đào Nha. Huyện này có diện tích 40 km², dân số thời điểm năm 2001 là 4474 người.